# Jelena Jeranina
Jelena Olegovna Jeranina (Russisch: Елена Олеговна Жеранина) (Moerom, 8 maart 1995) is een Russisch langebaanschaatsster. 
In 2021 startte Jeranina op de Europese kampioenschappen schaatsen 2021.

## Records

### Persoonlijke records[1]
| Afstand    | Tijd    | Datum            | Baan       |
| ---------- | ------- | ---------------- | ---------- |
| 500 meter  | 39,66   | 24 december 2020 | Kolomna    |
| 1000 meter | 1.18,33 | 24 oktober 2019  | Kolomna    |
| 1500 meter | 1.57,10 | 30 januari 2021  | Heerenveen |
| 3000 meter | 4.08,59 | 24 januari 2021  | Heerenveen |
| 5000 meter | 7.22,27 | 19 november 2021 | Stavanger  |

## Resultaten
| Jaar | WK Afstanden             | Wereldbeker                        | WK Junioren              |
| ---- | ------------------------ | ---------------------------------- | ------------------------ |
| 2014 |                          |                                    | 17e (31e, 14e, 16e, 33e) |
|      |                          |                                    |                          |
| 2019 |                          | 42e 1500m 51e 3k/5k 32e massastart |                          |
| 2020 |                          | 47e 1500m 46e 3k/5k 21e massastart |                          |
| 2021 | 16e 3000m 16e massastart | 13e 1500m 20e 3k/5k 11e massastart |                          |
| 2022 |                          | 20e 1500m 33e 3k/5k 28e massastart |                          |

(#, #, #, #) = afstandspositie op juniorentoernooi (500m, 1500m, 1000m, 3000m).